# Zoey 101/Episodenliste

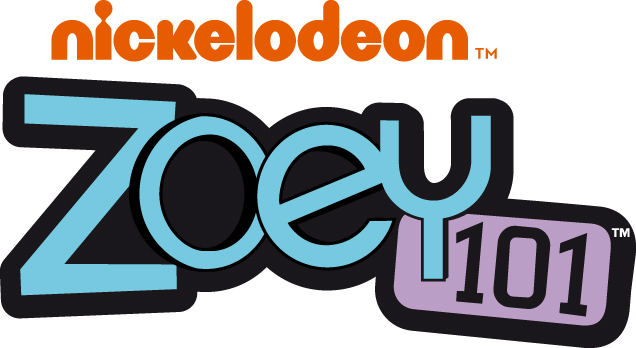
Logo zur Serie

Diese Episodenliste enthält alle Episoden der US-amerikanischen Jugendserie Zoey 101, sortiert nach ihrer US-amerikanischen Erstausstrahlung. Zwischen 2004 und 2008 entstanden in vier Staffeln insgesamt 65 Episoden mit einer Länge von jeweils etwa 22 Minuten. Ihre Premiere hatte der Serie am 9. Januar 2005 auf dem Fernsehsender Nickelodeon und die deutschsprachige Erstausstrahlung war am 1. Oktober 2005 auf dem deutschen Ableger Nick.

## Übersicht
| Staffel | Episodenanzahl | Erstausstrahlung USA | Erstausstrahlung USA | Deutschsprachige Erstausstrahlung | Deutschsprachige Erstausstrahlung |
| Staffel | Episodenanzahl | Staffelpremiere      | Staffelfinale        | Staffelpremiere                   | Staffelfinale                     |
| ------- | -------------- | -------------------- | -------------------- | --------------------------------- | --------------------------------- |
| 1       | 13             | 9. Januar 2005       | 1. Mai 2005          | 1. Oktober 2005                   | 2005                              |
| 2       | 13             | 11. September 2005   | 16. April 2006       | 20. Mai 2006                      | 17. Dezember 2006                 |
| 3       | 25             | 24. September 2006   | 4. Januar 2008       | 26. Mai 2007                      | 21. Februar 2009                  |
| 4       | 14             | 27. Januar 2008      | 2. Mai 2008          | 21. Februar 2009                  | 7. März 2009                      |

## Staffel 1
Die Erstausstrahlung der ersten Staffel war vom 9. Januar bis zum 1. Mai 2005 auf dem US-amerikanischen Sender Nickelodeon zu sehen. Die deutschsprachige Erstausstrahlung sendete der Free-TV-Sender Nick ab dem 1. Oktober 2005.
- Jamie Lynn Spears, Sean Flynn, Kristin Herrera, Christopher Massey und Alexa Nikolas waren in allen Episoden zu sehen.
- Paul Butcher war in sechs Episoden nicht zu sehen.
- Erin Sanders war in zwei Episoden nicht zu sehen.
- Matthew Underwood war in vier Episoden nicht zu sehen.
- Kristin Herrera verließ die Serie am Ende der Staffel.

| Nr. (ges.) | Nr. (St.) | Deutscher Titel              | Originaltitel      | Erstausstrahlung USA | Deutschsprachige Erstausstrahlung (D/A/CH) | Regie                | Drehbuch             | Prod. Code |
| ---------- | --------- | ---------------------------- | ------------------ | -------------------- | ------------------------------------------ | -------------------- | -------------------- | ---------- |
| 1          | 1         | Mädchenpower                 | Welcome to PCA     | 9. Jan. 2005         | 1. Okt. 2005                               | Savage Steve Holland | Dan Schneider        | 101        |
| 2          | 2         | Zoey zieht aus               | New Roomies        | 9. Jan. 2005         | 2005                                       | Savage Steve Holland | Steve Holland        | 102        |
| 3          | 3         | Der Spion                    | Webcam             | 16. Jan. 2005        | 2005                                       | Fred Savage          | Dan Schneider        | 105        |
| 4          | 4         | Dustin in der Klemme         | Defending Dustin   | 23. Jan. 2005        | 2005                                       | Fred Savage          | Anthony Del Broccolo | 103        |
| 5          | 5         | Mädchen raus!                | Prank Week         | 30. Jan. 2005        | 2005                                       | Savage Steve Holland | Anthony Del Broccolo | 108        |
| 6          | 6         | Kamera ab!                   | Jet-X              | 13. Feb. 2005        | 2005                                       | Savage Steve Holland | Eric Friedman        | 106        |
| 7          | 7         | Alienmädchen küsst man nicht | The Play           | 20. Feb. 2005        | 2005                                       | Adam Weissman        | Steven Molaro        | 104        |
| 8          | 8         | Quinn ist verknallt          | Quinn’s Date       | 6. März 2005         | 2005                                       | Steve Hoefer         | Eric Friedman        | 109        |
| 9          | 9         | Die Star Party               | Spring Fling       | 13. März 2005        | 2005                                       | Steve Hoefer         | Steve Holland        | 107        |
| 10         | 10        | Die Rucksack-Attacke         | Backpack           | 3. Apr. 2005         | 2005                                       | Savage Steve Holland | Dan Schneider        | 110        |
| 11         | 11        | Gefährliches Spiel           | Disc Golf          | 10. Apr. 2005        | 2005                                       | Savage Steve Holland | Anthony Del Broccolo | 112        |
| 12         | 12        | Traumfreund gesucht          | School Dance       | 17. Apr. 2005        | 2005                                       | Adam Weissman        | Eric Friedman        | 111        |
| 13         | 13        | Die Strandparty              | Little Beach Party | 1. Mai 2005          | 2005                                       | Savage Steve Holland | Steve Holland        | 113        |

## Staffel 2
Die Erstausstrahlung der zweiten Staffel war vom 11. September 2005 bis zum 16. April 2006 auf dem US-amerikanischen Sender Nickelodeon zu sehen. Die deutschsprachige Erstausstrahlung sendete Nick vom 20. Mai bis zum 17. Dezember 2006.
- Victoria Justice stieß neu zur Serie.
- Jamie Lynn Spears, Paul Butcher, Sean Flynn, Christopher Massey, Alexa Nikolas, Erin Sanders und Matthew Underwood waren in allen Episoden zu sehen.
- Victoria Justice war in einer Episode nicht zu sehen.
- Alexa Nikolas verließ die Serie am Ende der Staffel.

| Nr. (ges.) | Nr. (St.) | Deutscher Titel                                         | Originaltitel       | Erstausstrahlung USA | Deutschsprachige Erstausstrahlung (D/A/CH) | Regie                | Drehbuch                     | Prod. Code |
| ---------- | --------- | ------------------------------------------------------- | ------------------- | -------------------- | ------------------------------------------ | -------------------- | ---------------------------- | ---------- |
| 14         | 1         | Zurück an der PCA Das neue Schuljahr (Alternativtitel)  | Back to PCA         | 11. Sep. 2005        | 20. Mai 2006                               | Savage Steve Holland | Dan Schneider                | 201        |
| 15         | 2         | Die Zeitkapsel Vergrabene Geheimnisse (Alternativtitel) | Time Capsule        | 18. Sep. 2005        | 21. Mai 2006                               | Steve Hoefer         | Steve Holland                | 202        |
| 16         | 3         | Der Wahlkampf Die Wahl (Alternativtitel)                | The Election        | 9. Okt. 2005         | 28. Mai 2006                               | Adam Weissman        | Eric Friedman                | 203        |
| 17         | 4         | Das Geisterhaus                                         | Haunted House       | 30. Okt. 2005        | 17. Dez. 2006                              | Steve Zuckerman      | Steve Holland                | 206        |
| 18         | 5         | Trisha, die Rebellin Böses Mädchen (Alternativtitel)    | Bad Girl            | 13. Nov. 2005        | 4. Juni 2006                               | Steve Hoefer         | Anthony Del Broccolo         | 204        |
| 19         | 6         | Die Chase und Michael Show                              | Broadcast Views     | 15. Jan. 2006        | 18. Juni 2006                              | Adam Weissman        | Anthony Del Broccolo         | 207        |
| 20         | 7         | Aus Mädchen werden Jungs                                | Girls Will Be Boys  | 29. Jan. 2006        | 16. Juli 2006                              | Adam Weissman        | Jason Gelles & Mike Haukom   | 211        |
| 21         | 8         | Krieg der Roboter                                       | Robot Wars          | 12. Feb. 2006        | 11. Juni 2006                              | Adam Weissman        | Dan Schneider & Steve Molaro | 205        |
| 22         | 9         | Lola und Chase                                          | Lola Likes Chase    | 26. Feb. 2006        | 25. Juni 2006                              | Steve Hoefer         | Eric Friedman                | 208        |
| 23         | 10        | Frühlingsschmerz – Teil 1                               | Spring Break-Up (1) | 10. März 2006        | 23. Juli 2006                              | Victoria Spears      | Dan Schneider                | 212        |
| 24         | 11        | Frühlingsschmerz – Teil 2                               | Spring Break-Up (2) | 10. März 2006        | 30. Juli 2006                              | Victoria Spears      | Dan Schneider                | 213        |
| 25         | 12        | Menschenauktion                                         | People Auction      | 9. Apr. 2006         | 2. Juli 2006                               | Adam Weissman        | Anthony Del Broccolo         | 209        |
| 26         | 13        | Quinns Alpaka                                           | Quinn’s Alpaca      | 16. Apr. 2006        | 9. Juli 2006                               | Michael Grossman     | Eric Friedman                | 210        |

## Staffel 3
Die Erstausstrahlung der dritten Staffel war vom 24. September 2006 bis zum 4. Januar 2008 auf dem US-amerikanischen Sender Nickelodeon zu sehen. Die deutschsprachige Erstausstrahlung sendete Nick vom 26. Mai 2007 bis zum 21. Februar 2009.
- Jamie Lynn Spears, Sean Flynn, Victoria Justice, Christopher Massey, Erin Sanders und Matthew Underwood waren in allen Episoden zu sehen.
- Paul Butcher war in 17 Episoden nicht zu sehen, obwohl er weiterhin im Vorspann genannt wird.
- Sean Flynn verließ die Serie am Ende der Staffel.

| Nr. (ges.) | Nr. (St.) | Deutscher Titel               | Originaltitel         | Erstausstrahlung USA | Deutschsprachige Erstausstrahlung (D/A/CH) | Regie              | Drehbuch                          | Prod. Code |
| ---------- | --------- | ----------------------------- | --------------------- | -------------------- | ------------------------------------------ | ------------------ | --------------------------------- | ---------- |
| 27         | 1         | Überraschung!                 | Surprise              | 24. Sep. 2006        | 26. Mai 2007                               | Adam Weissman      | Dan Schneider                     | 301        |
| 28         | 2         | Süß aber gefährlich           | Chase’s Girlfriend    | 1. Okt. 2006         | 3. Juni 2007                               | Steve Hoefer       | Steve Holland                     | 302        |
| 29         | 3         | Der Schöne und das Biest      | Hot Dean              | 22. Okt. 2006        | 10. Juni 2007                              | Michael Grossman   | Steve Holland                     | 303        |
| 30         | 4         | Zoeys Tutor                   | Zoey’s Tutor          | 5. Nov. 2006         | 24. Juni 2007                              | Michael Grossman   | Steve Holland                     | 305        |
| 31         | 5         | Der Große Vince Blake         | The Great Vince Blake | 12. Nov. 2006        | 1. Juli 2007                               | Adam Weissman      | Steve Holland                     | 306        |
| 32         | 6         | Geheimes Klopfen              | Silver Hammer Society | 26. Nov. 2006        | 8. Juli 2007                               | Adam Weissman      | Jeffrey Bushell                   | 307        |
| 33         | 7         | Michael liebt Lisa            | Michael Loves Lisa    | 7. Jan. 2007         | 15. Okt. 2008                              | Roger Nygard       | Dan Schneider                     | 313        |
| 34         | 8         | Ringen                        | Wrestling             | 1. März 2007         | 11. Okt. 2008                              | Michael Grossman   | Ethan Banville & Arthur Gradstein | 310        |
| 35         | 9         | Zoeys Luftballon              | Zoey’s Balloon        | 11. März 2007        | 13. Okt. 2007                              | Steve Hoefer       | George Doty IV                    | 311        |
| 36         | 10        | Chase und der Geburtstag      | Chase’s Grandma       | 18. März 2007        | 14. Okt. 2008                              | Michael Grossman   | Ethan Banville & Arthur Gradstein | 312        |
| 37         | 11        | Quarantäne                    | Quarantine            | 25. März 2007        | 17. Juni 2007                              | Adam Weissman      | Steve Holland                     | 304        |
| 38         | 12        | Das Radio                     | The Radio             | 19. Juli 2007        | 16. Okt. 2008                              | Steve Hoefer       | Ethan Banville & Arthur Gradstein | 314        |
| 39         | 13        | Quinns Konkurrentin           | Paige at PCA          | 10. Aug. 2007        | 21. Okt. 2008                              | Roger Christiansen | Dan Schneider                     | 318        |
| 40         | 14        | Der Kunde der Woche           | Dance Contest         | 16. Sep. 2007        | 24. Okt. 2008                              | Adam Weissman      | Ethan Banville & Arthur Gradstein | 320        |
| 41         | 15        | Eine Hand wäscht die andere   | The Favor Chain       | 23. Sep. 2007        | 17. Okt. 2008                              | Adam Weissman      | Jeffrey Bushell                   | 315        |
| 42         | 16        | Rippchen und Betrüger         | Zoey’s Rips           | 29. Sep. 2007        | 18. Okt. 2008                              | Steve Hoefer       | George Doty IV                    | 316        |
| 43         | 17        | Der Fluch der PCA – Teil 1    | The Curse of PCA (1)  | 13. Okt. 2007        | 15. Juli 2007                              | Steve Hoefer       | Dan Schneider                     | 308        |
| 44         | 18        | Der Fluch der PCA – Teil 2    | The Curse of PCA (2)  | 13. Okt. 2007        | 15. Juli 2007                              | Steve Hoefer       | Dan Schneider                     | 309        |
| 45         | 19        | Der Feueralarm                | Drippin’ Episode      | 21. Okt. 2007        | 20. Okt. 2008                              | David Kendall      | Ethan Banville & Arthur Gradstein | 317        |
| 46         | 20        | Der Sohn des Rektors          | Son of Dean           | 4. Nov. 2007         | 22. Okt. 2008                              | Steve Hoefer       | George Doty IV                    | 319        |
| 47         | 21        | Hände am Blix Van             | Hands on a Blix Van   | 18. Nov. 2007        | 23. Okt. 2008                              | David Kendall      | Jeffrey Bushell                   | 321        |
| 48         | 22        | Miss PCA                      | Miss PCA              | 2. Dez. 2007         | 25. Okt. 2008                              | David Kendall      | George Doty IV                    | 322        |
| 49         | 23        | Armer, reicher Logan          | Logan Gets Cut Off    | 9. Dez. 2007         | 27. Okt. 2008                              | Adam Weissman      | Dan Schneider                     | 323        |
| 50         | 24        | Auf Wiedersehen Zoey – Teil 1 | Goodbye Zoey? (1)     | 4. Jan. 2008         | 21. Feb. 2009                              | Steve Hoefer       | Dan Schneider                     | 324        |
| 51         | 25        | Auf Wiedersehen Zoey – Teil 2 | Goodbye Zoey? (2)     | 4. Jan. 2008         | 21. Feb. 2009                              | Steve Hoefer       | Dan Schneider                     | 325        |

## Staffel 4
Die Erstausstrahlung der vierten Staffel war vom 27. Januar bis zum 2. Mai 2008 auf dem US-amerikanischen Sender Nickelodeon zu sehen. Die deutschsprachige Erstausstrahlung sendete Nick vom 21. Februar bis zum 7. März 2009.
- Jamie Lynn Spears ist in allen Episoden zu sehen.
- Paul Butcher, Victoria Justice, Christopher Massey, Erin Sanders und Matthew Underwood waren in jeweils einer Episode nicht zu sehen.
- Austin Butler ist in einer Episode nicht zu sehen, nachdem er in der vierten Episode neu zur Serie gestoßen ist.
- Sean Flynn hat jeweils einen Gastauftritt in der ersten, zwölften und dreizehnten und vierzehnten Episode.

| Nr. (ges.) | Nr. (St.) | Deutscher Titel             | Originaltitel         | Erstausstrahlung USA | Deutschsprachige Erstausstrahlung (D/A/CH) | Regie              | Drehbuch          | Prod. Code |
| ---------- | --------- | --------------------------- | --------------------- | -------------------- | ------------------------------------------ | ------------------ | ----------------- | ---------- |
| 52         | 1         | Schlechtes Timing           | Trading Places        | 27. Jan. 2008        | 21. Feb. 2009                              | Adam Weissman      | Dan Schneider     | 406        |
| 53         | 2         | Coco wird gefeuert          | Fake Roommate         | 27. Jan. 2008        | 22. Feb. 2009                              | Adam Weissman      | George Doty IV    | 401        |
| 54         | 3         | Alleine an der PCA          | Alone at PCA          | 3. Feb. 2008         | 23. Feb. 2009                              | David Kendall      | Ethan Banville    | 402        |
| 55         | 4         | Das Gerücht                 | Rumor of Love         | 10. Feb. 2008        | 24. Feb. 2009                              | Michael Grossman   | Jeffrey Bushell   | 403        |
| 56         | 5         | Die Mailboxnachricht        | Anger Management      | 17. Feb. 2008        | 25. Feb. 2009                              | Steve Hoefer       | Matt Fleckenstein | 404        |
| 57         | 6         | Quinn vermisst Mark         | Quinn Misses the Mark | 24. Feb. 2008        | 26. Feb. 2009                              | Roger Christiansen | Dan Schneider     | 405        |
| 58         | 7         | Lolas Spende                | Walk-A-Thon           | 9. März 2008         | 28. Feb. 2009                              | Michael Grossman   | Ethan Banville    | 407        |
| 59         | 8         | Vince Blake ist wieder da   | Vince is Back         | 22. März 2008        | 1. März 2009                               | David Kendall      | Dan Schneider     | 408        |
| 60         | 9         | Trautes Dinner zu sechst    | Dinner for Two Many   | 30. März 2008        | 2. März 2009                               | Larry LaFond       | Matt Fleckenstein | 409        |
| 61         | 10        | Illegale Kaffeegeschäfte    | Coffee Cart Ban       | 6. Apr. 2008         | 3. Feb. 2009                               | Roger Christiansen | George Doty IV    | 410        |
| 62         | 11        | Michaels Achterbahn-Phobie  | Roller Coaster        | 27. Apr. 2008        | 4. März 2009                               | Adam Weissman      | Jeffrey Bushell   | 411        |
| 63         | 12        | Zoey auf der Suche – Teil 1 | Chasing Zoey (1)      | 2. Mai 2008          | 5. März 2009                               | Steve Hoefer       | Dan Schneider     | 412        |
| 64         | 13        | Zoey auf der Suche – Teil 2 | Chasing Zoey (2)      | 2. Mai 2008          | 6. März 2009                               | Steve Hoefer       | Dan Schneider     | 413        |
| 65         | 14        | Es ist viel passiert        | PCA Confidential      | 2. Mai 2008          | 7. März 2009                               | Steve Hoefer       | George Doty IV    | 326        |